# 하나자와 카나
하나자와 카나(일본어: 花澤香菜 하나자와 가나[*], 1989년 2월 25일 ~ )는 일본의 성우 겸 배우, 가수이다. 오사와 사무소 소속이다. 애니메이션 여성그룹 RO-KYU-BU!의 멤버이다. 2020년 7월에 결혼을 발표하였다.

## 특색
속삭이는 듯한 느긋하고 차분한 목소리가 특징이다. 종종 히로인에 캐스팅되며, 2008년 이후에는 매년 열 작품 이상 출연한다(2010년 5월 현재). 연령대는 주로 유아, 중학생이나 고교생(10대) 소녀를 연기한다. 지적이고 얌전한 소녀, 활동적이고 서투른 소녀, 타산적이고 음험한 소녀, 또는 그밖의 것들(천연, 보쿠소녀, 츤데레, 동물) 등 여러 가지 역할을 해내고 있다.
2010년 5월 1일에 개봉된 《극장판 문학 소녀》(아마노 토오코), 《가시나무 왕 -King of Thorn-》(카스미 이시키)과, 엔터 브레인의 컨텐츠 두 작품의 극장 애니메이션에서 주연(대조적인 성격의 주인공)을 맡았다.

## 출연작
※ 굵은 글씨는 주인공 또는 주요 인물.

### TV 애니메이션
2003년
- 라스트 엑자일 (홀리 마드세인)

2006년
- 제가페인 (카미나기 료코)

2007년
- 월면토병기 미나 (하제미 나코루/미나즈키 미나)
- 스케치북 ~full color's~ (카지와라 소라)
- 쓰르라미 울 적에 해(解) (토모미)
- 포테마요 (포테마요)
- 무시우타 (안모토 시이카)

2008년
- 건슬링거 걸 -IL TEATRINO-(2기) (안젤리카)
- To LOVE -트러블- (유우키 미캉)
- 광란가족일기 (미다레자키 유우카)
- 케메코 디럭스! (리코·A·안드로이드)
- 스트라이크 위치스 (스와 아마키)
- 마법사에게 소중한 것 〜여름의 소라〜 (스즈키 소라)
- 칸나기 (참회쨩)
- 세키레이 (쿠사노)
- 블라스레이터 (에레아)

2009년
- 아아,레이몬드! (루이즈)
- 푸른 꽃 (왕자, 아이들, 초등부 A)
- 내일의 요이치 (이카루가 카고메)
- 판도라 하츠 (샤론 레인즈워스)
- 바케모노가타리 (센고쿠 나데코)
- 코바토 (하나토 코바토)
- DARKER THAN BLACK -유성의 쌍둥이- (스오우 파브리첸코)
- 드루아가의 탑 〜the Sword of URUK〜 (헤나로)
- 바스쿼슈! (코코 JD)
- 하늘 가는 대로 (안 유키에)

2010년
- 어떤 과학의 초전자포 (하루우에 에리이)
- 성흔의 퀘이사 (미타라이 후미카)
- 세키레이 ~Pure Engagement~ (쿠사노)
- 듀라라라!! (소노하라 앙리)
- 레이디×버틀러! (아이셰 하딤)
- Angel Beats! (타치바나 카나데{천사})
- 회장님은 메이드 사마! (하나조노 사쿠라, 못치)
- B형 H계 (미야노 마유)
- 놀러갈게! (후타바 아오이)
- 스트라이크 위치스 (스와 아마키)
- 세기말 오컬트 학원 (나루세 코즈에)
- 소녀요괴 자쿠로 (스즈키 호타루)
- 내 여동생이 이렇게 귀여울 리가 없어 (쿠로네코/고코우 루리)
- 해파리 공주 (쿠라시타 츠키미)
- 좀 더 To LOVE -트러블- (유우키 미캉)
- 신만이 아는 세계 (시오미야 시오리)
- 엔젤비트 (타치바나 카나데)[2]

2011년
- 청의 엑소시스트 (모리야마 시에미)
- 인피니트 스트라토스 (샤를로트 듀노아)
- 프랙탈 (넷사)
- 프리징 (라나 린첸)
- 헨제미-변태생리세미나 (마츠타카 나나코)
- 데드맨 원더랜드 (시로)
- Steins;Gate (시이나 마유리)
- 도그 데이즈 (느와르 비노카카오)
- 모시도라 (미야타 유우키)
- 전파녀와 청춘남 (하나자와)
- 마요치키! (사카마치 쿠레하)
- 모리타 씨는 과묵해 (모리타 마유)
- 로큐브! (미나토 토모카)
- 신의 인형 (휴우가 마히루)
- 나는 친구가 적다 (하세가와 코바토)
- 제트맨 (아마기 코노하)
- 아이돌 마스터 (미즈타니 에리)
- 길티 크라운 (시노미야 아야세)
- 라스트 엑자일 -은빛 날개의 팜- (알비스 해밀턴)
- 성흔의 퀘이사 II (미타라이 후미카)

2012년
- 니세모노가타리 (센고쿠 나데코)
- 아쿠에리온 Evol (제시카)
- 이누x보쿠 시크릿 서비스 (로로미야 카루타)
- 블랙★록 슈터 (쿠로이 마토)
- 사키 Episode Of Side A 아치가편 (마츠미 쿠로)
- 가난뱅이 신이! (사쿠라 이치코)
- 캄피오네! (마리야 유리)
- 도그 데이즈 2 (느와르 비노카카오)
- 열등용사의 귀축미학 (도모토 쿠즈하)
- To LOVE -트러블- 다크니스 (유우키 미캉)
- 신세계에서 (아키즈카 마리아)
- 사이코 패스 (PSYCHO-PASS) (츠네모리 아카네)
- 절원의 템페스트 (후와 아이카)
- 옆자리 괴물군 (오오시마 치즈루)
- 마기 (연홍옥)
- 스켓댄스 (아가타 사아야)
- 백곰카페 (메이메이)

2013년
- 나는 친구가 적다 NEXT (하세가와 코바토)
- 사사미상@힘내지않아 (야가미 카가미)
- 코토우라씨 (미후네 유리코)
- 내 여동생이 이렇게 귀여울 리가 없어。 (쿠로네코/고코우 루리)
- 내가 인기 없는 건 아무리 생각해도 너희들이 나빠! (나루세 유우)
- 신만이 아는 세계 여신편 (시오미야 시오리)
- 백곰카페 (메이메이)
- 로큐브SS (미나토 토모카)
- 모노가타리 세컨드 시즌 (센고쿠 나데코)
- 도쿄 레이븐즈 (츠치미카도 나츠메)
- 잔잔한 내일로부터 (무카이도 마나카)
- 코펠리온 (후카사쿠 아오이)

2014년
- 기생수 (무라노 사토미)
- 농림 (나카자와 미노리)
- D-Frag! (시바사키 로카)
- 니세코이 (오노데라 코사키)
- 옆자리 세키군 (요코이 루미)
- 버디 컴플렉스 (나스 마유카)
- 세계 정복 모략의 즈베즈다 (나타샤)
- 류가죠 나나나의 매장금 (호시노 다루쿠)
- 그녀의 플래그가 꺾이면 (토조쿠야마 메구무)
- 우리들은 모두 카와이장 (카와이 리츠)
- 성각의 용기사 (제시카 발렌타인)
- 메카쿠시티 액터즈 (코자쿠라 마리)
- 마법과 고교의 열등생 (사에구사 마유미)
- 도쿄구울 ("카미시로 리제")

2015년
- 오와리모노가타리 (센고쿠 나데코)
- To LOVE -트러블- 다크니스 2nd (유우키 미캉)
- 니세코이: (오노데라 코사키)

2016년
- 프린스 오브 스트라이드 얼터너티브 (사쿠라이 나나)
- orange (타카미야 나호)
- 3 월의 라이온 (카와 히나타)
- 문호 스트레이 독스 (2 쿨) (루시 M)
- 종말의 이제타 (엘비라)
- 다난 로망 파 3 - 희망의 끝 피크 아카데미 - (필사적)
- 안주 · 뷔에루쥬 (코드 Ω46 세 니아)
- Rewrite (카가리)
- orange (타카 미야 나호)
- 조류와 호랑이 (3 쿨) (지에메이)
- 그녀와 그녀의 고양이 -Everything Flows- (그녀)
- 듀 라라라 !! × 2 매 (소노하라 안리)
- 소녀들은 광야를 목표로 (코바야 카와 유카)
- 아저씨와 마시마로 (MIO5 (탈 가스))
- 프린스 오브 보폭 얼터너티브 (사쿠라이 나나)
- FAIRY TAIL (신쇼 FAIRY TAIL ZERO) (제라)
- 제가 페인 ADP (카미나기 · 료코）
- 코 요미 모노 가타리 (센고쿠 나 데코)

2017년
- 스낵월드 (마요네)
- 3 월의 라이온 제 2 시리즈 (카와 히나타)
- 아니메가타리즈 (楊貝貝)
- Infini-T Force (벨 린)
- 유우키 유우나는 용자 다 - 와시 스미 장 - / - 용사의 장 - (노기 소노코)
- 최종 이야기 (2017) (센고쿠 나 데코)
- 천사의 3P! (尾城 코우메)
- 심심함 칠드런 (미나가와 유키)
- 사랑과 거짓말 (다카사키 미사키）
- Rewrite (2nd 시즌) (카가리)
- 가브리엘 드롭 아웃 (라피에르)
- GODZILLA 괴수 행성 (유코 타니)
- 불꽃 놀이, 아래에서 볼까? 옆에서 볼까? (미우라 선생님)
- 유우키 유우나는 용자 다 - 와시 스미 장 - <제 3 장> '약속'(노기 소노코)
- BLAME! (시보)
- 디지털 갤즈 (미나토 토모카)

2018년
- 레이튼 미스터리 탐정사무소 (카트리 애일 레이튼)[3]

2019년
- 귀멸의 칼날 (칸로지 미츠리)

2020년
- 라피스 리라이츠 (엘리자)

2021년
- 마이코네 행복한 밥상 (키나)

2023년
- 제물공주와 짐승의 왕 (사리피)

### OVA
- 샤이나 다크 ~검은 달의 왕과 푸른 달의 공주님~ (마플 맷슈 마르서스)
- 성흔의 퀘이사 ~여제의 초상~ (미타라이 후미카)
- 대마법절정 (포타루)
- To LOVE -트러블- (유우키 미캉)
- 블랙★록 슈터 (쿠로이 마토)
- 문학소녀 시리즈 (아마노 토오코)
  - 문학소녀 오늘의 간식 -첫사랑-
  - 문학소녀 회고록
- 헨제미 (마츠타카 나나코)
- .hack//Quantum (아스미)

### 극장판 애니메이션
- 극장판 문학소녀 (아마노 토오코)
- 슈타인즈게이트:부하영역의 데자뷰 (시이나 마유리)
- 가시나무 왕 -King of Thorn- (카스미 이츠키)
- CENCOROLL (유키)
- 브레이크 블레이즈 (클레오 사브라프)
- 극장판 닷핵퀀텀 : 숨겨진 몬스터의 비밀 (아스미)
- 표적이 된 학원 (카호리)
- 언어의 정원 (유키노 유카리)
- 너의 이름은. (선생님)
- 쏘아올린 불꽃, 밑에서 볼까? 옆에서 볼까? (미우라)
- 밤은 짧아 걸어 아가씨야 (검은 머리 아가씨)
- 블레임
- 극장판 마법과 고교의 열등생: 별을 부르는 소녀
- 고질라: 괴수행성
- 고질라: 결전기동증식도시
- 아라네의 벌레장
- 디지털 갤즈 - 토모카 스타 얼라이즈 (미나토 토모카)
- 귀멸의 칼날: 주합회의·나비저택 편 (칸로지 미츠리)
- 귀멸의 칼날: 나타구모산 편 (칸로지 미츠리)
- 극장판 주술회전 0 (오리모토 리카)
- 스즈메의 문단속 (이와토 츠바메)
- 표류단지 (안도 주리)
- 인사이드 아웃 2 (부럽)
- 호비와 마법의 카네이션
- 메이크 어 걸

### Web 애니메이션
- 망념의 잠드 (히이라기)
- 유토리쨩 (츠메코미 시오리)

### 게임
- 아이돌마스터 Dearly Stars (미즈타니 에리)
- Steins;Gate (시이나 마유리)
- Tales Of Greces -테일즈 오브 그레이세스- (소피)
- 붉은 실 DS (나카가와 사라)
- 프린세스커넥트 (아오이)
- ARIA The ORIGINATION -푸른 혹성의 엘시에로- (아니에스 듀마(아니))
- 에스트폴리스 (제미)
- 부탁해 비밀로 해줘 Kiss (시호미 호타루)
- 월면토병기 미나 -두개의 PROJECT M- (하제미 나코루/미나즈키 미나)
- 코바토가오카 여자 글로우부 (이마가와 파페코)
- 스트라이크 위치스 -당신과 할 수 있는 것 A Little Peaceful Days- (스와 아마키)
- 세키레이 -미래에서 온 선물- (쿠사노)
- D.C.II -다카포II- 플러스 시츄에이션 (리노)
- 데몬브라이드 (스메라기 니이나)
- 듀라라라!! 3way standoff (소노하라 앙리)
- 두근두근 메모리얼4 (쿄우노 리즈미)
- To LOVE -트러블- 두근두근! 여름학교편 (유우키 미캉)
- 노기자카 하루카의 비밀 코스프레, 시작했습니다♥
- Project Witch (릴테)
- 유디의 아틀리에 ~그람나드의 연금술사~ 갇혀있는 수인 (스피어)
- 리나의 아틀리에 ~슈트랄의 연금술사~ (에이젤린·프리덴)
- 그라나도 에스파다 (발레리아)
- 리라이트 (카가리)
- 여신전생 페르소나4 골든 (마리)
- 판타시 스타 온라인 2 (리사 (NPC 레인저 캐스트 여성) 및 플레이어 보이스 (유니크 05))
- 글로리아 유니온 - Twin fates in blue ocean (루루)
- 슈퍼 단간론파 2 잘 있거라 절망학교 2 (초고교급 게이머 나나미 치아키)
- 신차원 게임 넵튠V (프루루트/아이리스 하트)
- 데이트 어 라이브 [린네 유토피아] (소노가미 린네)
- 스쿨걸 스트라이커즈 (사지마 유미)
- 디지털 갤즈 - 토모카 스타 얼라이즈 (미나토 토모카)

### 라디오
- 카나와 아유미의 마요라지 - 인터넷 라디오. 츠지 아유미와 공동진행 (2007년 7월 - 2008년 3월)
- 스케치북 포근한 라디오 - 인터넷 라디오. 나카세 아스카, 마키노 유이와 공동진행 (2007년 9월 - 2008년 1월)
- 하나자와 카나의 혼자서 할 수 있을까? - 분카방송 초!A&G+. (2008년 1월 - )
- 하나자와 카나의 여기서 괜찮을까? - 분카방송 초!A&G+ '아니스파!' 내부 코너. (2008년 2월)
- 하나자와 카나의 역시 여기서 괜찮을까? - 분카방송 초!A&G+ '아니스파!' 내부 코너. (2008년 9월 6일 - 10월 25일)
- 칸나기 라디오 - 인터넷 라디오. (2008년 7월 9일 - 2009년 4월 7일)
- 아유미·카나·마리야의 라디오PW - 인터넷 라디오. 츠지 아유미, 이세 마리야와 공동진행 (2009년 5월 - 7월)
- 웹 라디오 '판도라라디오 -어비스의 사자가 온다!?-' 출장판 ('월간G판타지' 2009년 8월호 부록)
- STEINS;GATE 라디오 미래가제트 전파국 - 인터넷 라디오. 이마이 아사미와 공동진행. (2009년 9월 - 10월)
- DARKER THAN BLACK BACKSTAGE PASS - 인터넷 라디오. DARKER THAN BLACK -유성의 쌍둥이- 공식 사이트에서 전달. (2009년 11월 2일 - 2010년 8월 16일)
- 라디오 "문학소녀" ~한밤 중의 문예부~ - 분카방송 초!A&G+. (2010년 1월 9일 - 2011년 1월 1일)
- 듀라라라!! 라디오 줄여서 듀라라지!! - 인터넷 라디오. 토요나가 토시유키와 공동진행. 애니메이트TV에서 전달. (2010년 2월 26일 - 2011년 3월 25일)
- 유토리☆채널 ~라디오도 짜증내지마♥~ - 인터넷 라디오. 유우키 아오이와 공동진행. 온센, 애니메이트TV에서 전달. 2010년 3월 19일 - 6월 22일)
- ANGEL BEATS! SSS(사후 세계 전선) RADIO - 인터넷 라디오. 사쿠라이 하루미, 키타무라 에리와 공동진행. (2010년 3월 18일 - 2011년 3월 31일)
- B형R계 - 인터넷 라디오. 킷타 이즈미와 공동진행. (2010년 3월 23일 - 7월 29일)
- 유디의 아틀리에 ~그람나드의 연금술사~ 갇혀있는 수인 카운트다운 Web 라디오 - 인터넷 라디오. 디렉터인 '타나카'와 공동진행. 공식 사이트에서 갱신. (2010년 4월 5일 - 4월 7일)
- 브레브·레이라디오 크리슈나 왕궁 궁녀의 방 - 사이토 치와와 공동진행. 인터넷 라디오. 애니메이트TV에서 전달. (2010년 4월 30일 - )
- 내 여동생이 (라디오에서도) 이렇게 귀여울 리가 없어 - 타케타츠 아야나와 공동진행. (인터넷 라디오, 2010년 8월 13일 - )
- TV애니메이션 모시도라 호도고 방송부~모시도라디오~ - 히카사 요코와 공동진행. (인터넷 라디오, 2011년 2월 28일 - )

### 인터넷 TV
- 제가페인 마이하마미나미 방송국 - 퍼스널리티. (2006년 봄 - 가을)
- 디어리 스테이션 - 니코니코동화 '타루키정' 채널.

### 드라마 CD
- 바다의 화신 (나쿠모 린네)
- ELEMENT GIRLS 원소기호 모에로 배우는 화학의 기본 (리튬)
- 내 여동생이 이렇게 귀여울 리가 없어 (쿠로네코)
- 회장님은 메이드 사마! 시리즈 (하나조노 사쿠라)
  - 회장님은 메이드 사마! 주인님! 애니메이션화예요! 드라마 CD ※LaLa 2010년 5월호 부록
  - 회장님은 메이드 사마! 컨셉CD -school side-
- 건슬링거 걸 -IL TEATRINO- SONORO '벽을 넘어서, 세상의 끝으로' (안젤리카)
- 힘내! 사라지지마! 시키소 우스코씨 (카라스마 나데시코)
- 광란가족일기 쿄우카님 대지에 서다!! (미다레자키 유우카)
- 월면토병기 미나 캐릭터 콜렉션 1~5 (하제미 나코루/미나즈키 미나)
- Steins;Gate 시리즈 (시이나 마유리)
  - STEINS;GATE 드라마CD α -애심미도의 바벨- 다이버젼스 0.571046%
  - STEINS;GATE 드라마CD β 다이버젼스 1.130205%
  - STEINS;GATE 드라마CD γ 다이버젼스 2.615074%
- 스케치북 드라마CD Sketch Book Stories -전야제- (카지와라 소라)
- 성우캇! (우메)
- ZEGAPAIN audio drama OUR LAST DAYS (카미나기 료코)
- 세키레이 사운드 스테이지 01·02 (쿠사노)
- 디 프라그! (시바사키 로카)
- To LOVE -트러블- 시리즈 (유우키 미캉)
  - To LOVE -트러블- 드라마CD
  - To LOVE -트러블- Variety 그 3번째, 그 5번째
- 드라마CD 드루아가의 탑 -the fork of URUK- (헤나로)
- 바케모노가타리 오리지널 드라마CD 햐쿠모노가타리 (센고쿠 나데코)
- TBS계열 애니메이션 '판도라 하츠' 드라마CD2 CD드라마씨어터 '아리스의 차모임' (샤론 레인워즈)
- 문학소녀 시리즈 (아마노 토오코)
  - 드라마CD판 문학소녀와 죽고 싶은 광대 전편·후편
  - 드라마CD판 문학소녀와 굶주리고 목마른 유령 전편·후편
- Berry's 시리즈 (사토 나츠히메)
  - Berry's 드라마CD Vol.2 '사토 나츠히메'
  - Berry's 드라마CD Vol.3 '사토 나츠히메'

### DVD
- 테일즈 오브 페스티벌 2009

### 음악 CD
- 놀러갈게! (후타바 아오이)
  - 엔딩 테마 '마음의 창가에서'
- THE IDOLM@STER (미즈타니 에리)
  - THE IDOLM@STER Dream Symphony00 "HELLO!!"
  - THE IDOLM@STER Dream Symphony01 "미즈타니 에리"
  - THE IDOLM@STER BEST OF 765+876=!! VOL.1
  - THE IDOLM@STER BEST OF 765+876=!! VOL.2
  - THE IDOLM@STER BEST OF 765+876=!! VOL.3
  - THE IDOLM@STER BEST OF 765+876=!! THE i DRE@M LOST
- 내일의 요이치! 캐릭터송 Vol.4 (이카루가 카고메)
- ARIA The ORIGINATION -푸른 혹성의 엘시에로- 주제가CD (수록곡 'II cielo'/아니)
- 샤이나 다크 -검은 달의 왕과 푸른 달의 공주님- 보컬앨범 (마플 맷슈 마르서스)
- 세키레이 (쿠사노)
  - 오프닝·엔딩 테마'세키레이/Dear sweet heart'
  - 사운드 스테이지 '녹색의 멜로디'
  - PS2용 게임 세키레이 -미래에서 온 선물- 오프닝·엔딩 테마 '약속 I'm with You/SURVIVE BABY SURVIVE!'
- 두근두근 메모리얼 시리즈 (쿄우노 리즈미)
  - 두근두근 메모리얼4 Character Single BOX
  - 두근두근 메모리얼4 Vocal & Stories Vol.2
- To LOVE -트러블- (유우키 미캉)
  - To LOVE -트러블- Variety CD 그 1번째
  - To LOVE -트러블- Variety CD 그 5번째
  - To LOVE -트러블- 캐릭터송 모음
- B형H계 캐릭터송 앨범 (미야노 마유)
- 내 여동생이 이렇게 귀여울 리가 없어 - Masquerade!
- 바케모노 가타리 4번째 op&센고쿠 나데코 캐릭터송 - 연애 서큘레이션

### 나레이션
- 아니테레 Presents 애니송 플러스+ - TV 도쿄. 2010년 6월 28일 방송분의 나레이션 담당

### CM
- 저스코 (AEON TOPVALU) (1997년)
- 서클K (크리스마스/빵편) (1998년)
- 목동의 노래의 마을 (1999년)
- 미디어팩토리 '포켓몬카드★neo' (2000년)
- 스미토모 임업(林業) '스미토모 임업의 집 포레스트패밀리' (2000년)
- 아오모리 야마다 중학교 (2001년)
- 마츠다 (2001년)
- 중부전력 (2001년)
- 일본 공교육 연구회 '공문식' (2001년)
- 칸코학생복 '넘어져라, 청춘'편 (2004년)
- 'ARIA The ORIGINATION -푸른 혹성의 엘시에로-' 삽입곡 'Il Cielo' (아니)

### 연극
- 천사는 눈을 감으며 (연극군단 모즈콴즈, 2009년 2월)

### 버라이어티
- 역시 산마 대선생님 - 후지TV. 고정출연. (1996년 4월 7일 - 2000년 3월 19일)

### 드라마
2001년
- 학교의 선생님 - TBS. (마키무라 카나코)

2006년
- 원한 해결 사무소 - TV 도쿄. (아오야마 미카)

### 사진집
- Oh! Baby (1999年 타츠미출판사) - 시부야 모모코, 마츠나가 히로코, 마츠다 아야카와의 공동 사진집

## 디스코그래피
RO-KYU-BU!의 활동은 「RO-KYU-BU!」를 참조.

### 싱글
| 매  | 발매일           | 타이틀                                         | 규격품번      | 규격품번  | 최고위 |
| 매  | 발매일           | 타이틀                                         | 초회한정반    | 통상반    | 최고위 |
| --- | ---------------- | ---------------------------------------------- | ------------- | --------- | ------ |
| 1st | 2012년 4월 25일  | 밤하늘☆데스티네이션(星空☆ディスティネーション) | SVWC-7840     | SVWC-7842 | 7위    |
| 2nd | 2012년 7월 18일  | 첫사랑의 소리(初恋ノオト)                      | SVWC-7863     | SVWC-7865 | 4위    |
| 3rd | 2012년 10월 24일 | happy endings                                  | SVWC-7899/900 | SVWC-7901 | 7위    |
| 4th | 2013년 1월 16일  | Silent Snow                                    | SVWC-7926/27  | SVWC-7928 | 8위    |
| 5th | 2013년 12월 25일 | 사랑하는 행성(恋する惑星)                      | SVWC-7974/75  | SVWC-7976 | 11위   |

### 앨범
| 매  | 발매일          | 타이틀 | 규격품번     | 규격품번     | 최고위 |
| 매  | 발매일          | 타이틀 | 초회한정반   | 통상반       | 최고위 |
| --- | --------------- | ------ | ------------ | ------------ | ------ |
| 1st | 2013년 2월 20일 | claire |              | SVWC-7929    | 6위    |
| 2nd | 2014년 2월 26일 | 25     | SVWC-7988/90 | SVWC-7991/92 | 8위    |